# Prices raid

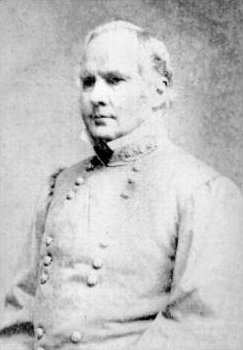
Generaal-majoor Sterling Price

Prices expeditie in Missouri is ook gekend onder de naam Prices Raid. Onder leiding van generaal-majoor Sterling Price voerde de Zuidelijke cavalerie een raid uit in Missouri en Arkansas in het najaar van 1864. Na enkele overwinningen tijdens het begin van de raid, werd Sterling verslagen in de  Slag bij Westport door de Noordelijke generaal-majoor Samuel R. Curtis. Daarna werden de Zuidelijken naar Arkansas verjaagd door de Noordelijke cavalerie onder leiding van generaal-majoor Alfred Pleasonton. Prices raid was de laatste grote Zuidelijke onderneming ten westen van de Mississippi. De Zuidelijke nederlaag hielp Abraham Lincoln om herkozen te worden. Ook de Noordelijke controle over de grensstaat Missouri werd nu onbetwist.

## Achtergrond
Na drie jaar van bloedige strijd was er nog geen winnaar uit het conflict gekomen. Tot in 1863 was de strijd grotendeels in het voordeel van de Zuidelijke staten gevoerd. In de herfst van 1864 begonnen de kansen te keren. Ulysses S. Grant had Robert E. Lee vastgepind in de Richmond-Petersburgveldtocht. Jubal A. Early was verjaagd van de buitenwijken van Washington D.C. waarna Philip Sheridan aan zijn veldtocht in de Shenandoahvallei begon. Ondertussen had William T. Sherman Atlanta veroverd. Boven dit alles kwamen de nieuwe presidentsverkiezingen in de Noordelijke staten eraan. Indien Abraham Lincoln herverkozen zou worden, betekende dit een ramp voor de Zuidelijke zaak.
In de zomer had de Zuidelijke luitenant-generaal Edmund Kirby Smith, bevelhebber van de Zuidelijke gebieden aan de westelijke zijde van de Mississippi, het bevel gegeven om een korps, aangevoerd door Richard Taylor, over de Mississippi te sturen om de verdediging van Atlanta en Mobile te versterken. Zo een  oversteek werd echter bemoeilijkt door de aanwezigheid van Noordelijke kanonneerboten op de rivier. Het bevel werd ingetrokken.
Ondertussen maakte Smith andere plannen om de Zuidelijke operaties te ondersteunen. Hij wou Missouri heroveren op de Noordelijken. Smith gaf het bevel aan Price om Missouri binnen te vallen en op te rukken naar Saint Louis, Missouri. Price diende de stad en de aanwezige depots in handen te krijgen. Indien de stad te zwaar verdedigd werd, diende hij in westelijke richting naar de hoofdstad Jefferson City op te rukken. Daarna zou Price doorstoten naar Kansas en in zuidelijke richting draaien. Op zijn route zou hij alle voorraden, vee, paarden en muilezels buitmaken.

## Samenstelling van de strijdkrachten

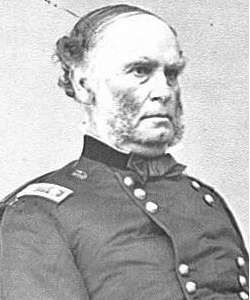
Generaal-majoor Samuel R. Curtis

Price stelde een strijdmacht samen van ongeveer 12.000 manschappen en 14 kanonnen die de naam Army of Missouri meekreeg. Zijn leger werd ingedeeld in drie divisies onder leiding van generaal-majoor James F. Fagan, generaal-majoor John S. Marmaduke en brigadegeneraal Joseph O. "Jo" Shelby. De infanterie die normaal was toegewezen aan Price kreeg een andere opdracht waardoor de invasie veranderde in een cavalerieraid.  Zijn soldaten bestonden uit het beste en het slechtste wat het leger te bieden had. Een kwart van zijn strijdmacht bestond uit voormalige deserteurs. Honderden soldaten hadden geen schoenen en velen hadden zelfs niet de basisuitrusting zoals een veldfles en een doosje voor de kogels meegekregen. Velen droegen aardewerken kruiken voor hun water en staken hun kogels in de zakken van hun broek of jas. Toch hoopte Price dat de inwoners van Missouri enthousiast zouden zijn wanneer zijn strijdmacht langskwam. Hierin vergiste hij zich. De inwoners wilden niets te maken hebben met hem en hielden zich liever buiten het conflict.
De Noordelijken brachten enkele duizenden militiesoldaten in het veld. Die werden al snel ondersteund door het XVI Corps van generaal-majoor Andrew J. Smith en de  cavaleriedivisie van generaal-majoor Alfred Pleasonton die gedetacheerd werd van William S. Rosecrans Departement of Missouri. Toen Price aan zijn raid begon, bevond Smiths korps zich op transportschepen op weg naar Sheramn. Rosecrans stuurde een bericht naar Henry W. Halleck met het verzoek om deze troepen naar Missouri te sturen om de Zuidelijke dreiging het hoofd te bieden. Halleck gaf onmiddellijk zijn goedkeuring. Tegen het midden van oktober kregen de Noordelijken nog meer eenheden uit Kansas onder leiding van generaal-majoor Samuel R. Curtis, de oude tegenstander van Price tijdens de Slag bij Pea Ridge. Met de komst van Curtis werden de eenheden georganiseerd in het Army of the Border. Dit leger bestond uit  de divisies van generaal-majoor James G. Blunt (cavalerie), generaal-majoor George W. Dietzler (Kansas Militia), Pleasontons cavalerie en twee infanteriedivisies van Smiths korps onder leiding van kolonel Joseph J. Woods en David C. Moore (samen ongeveer 35.000 soldaten).

## De veldslagen

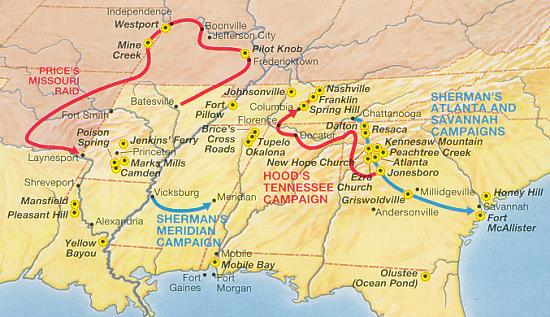
Prices Raid in 1864

Price vertrok op zijn paard "Bucephalus" op 28 augustus 1864 vanuit Camden, Arkansas. De volgende dag sloten twee divisies zich aan in Princeton en een derde in Pocahontas; Arkansas op 13 september.  Zijn strijdmacht stak de grens met Missouri over op 19 september. Hoewel de Missouri militia vrijwel dagelijks schermutselingen uitvocht met Price vond de eerste echte veldslag pas plaats op 27 september bij Pilot Knob, Missouri.

### Slag om Fort Davidson27 september1864
De Noordelijke brigadegeneraal Thomas Ewing, Jr. was via het spoor op weg met versterkingen vanuit St. Louis naar Iroton, Missouri om de opmars van Price te vertragen. Ondertussen viel Price tijdens de ochtend van 27 september 1864 de Noordelijken aan. Hij dreef ze terug naar hun verdedigingslinie bij Fort Davidson, nabij Pilot Knob. Price liet het fort omsingelen door de omliggende heuvels te bezetten. Daarna viel hij in de loop van de namiddag verschillende keren aan. Hij verloor veel manschappen. Tijdens de nacht werd het fort verlaten en staken de Noordelijken de buskruitkamer in brand waardoor het fort de lucht invloog. Price had een hoge prijs betaald zonder enig tastbaar resultaat. Hij had levens en tijd verloren terwijl de Noordelijken hun troepen verder konden verzamelen..
Diezelfde dag vielen Zuidelijke Guerrilla’s onder leiding van luitenant William "Bloody Bill" Anderson Centralia, Missouri aan waarbij verschillende Noordelijke soldaten het leven lieten. Als antwoord hierop werd het XVI Corps naar St. Louis gestuurd. Deze werden al snel versterkt door de cavalerie van Pleasonton. Hierdoor zag Price de kans om St. Louis in ten voorbij gaan. Hij rukte op naar zijn tweede doelwit, namelijk Jefferson City.  Hij merkte echter op dat ook deze stad te goed verdedigd werd. Hij liet Jefferson City links liggen en trok verder naar Kansas City, Missouri en Fort Leavenworth, Kansas.

### Schermutselingen bij Boonville11 oktober1864
Op 10 oktober 1864 arriveerde Prices legermacht in Boonville, Missouri. Hoewel de inwoners pro-Zuiden waren, gaven de soldaten van Price zich over aan twee dagen plunderen. Dit betekende niet alleen een nieuwe vertraging voor Price maar ook een grote deuk in het imago van de Zuidelijken.
Ondertussen achtervolgde de Noordelijke brigadegeneraal John S. Sanborn vanuit Jefferson City de Zuidelijken. Op 11 oktober viel hij de Zuidelijke achterhoede aan bij het stadje.  Zijn aanvallen werden afgeslagen door Marmaduke en Fagan. Sanborn trok zich terug naar Saline Creek. Price vertrok de volgende dag uit Boonville.

### DeSlag bij Glasgow15 oktober1864
Price stuurde een detachement onder leiding van Shelby en John Bullock Clark, Jr. naar Glasgow, Missouri om daar de munitiedepots te gaan “bevrijden”. Voor het aanbreken van de dag op 15 oktober opende de Zuidelijke artillerie het vuur op de stad en rukte Shelby op. De Verdedigers trokken zich terug naar hun defensieve linie bij Hereford Hill. Om 13.30u gaf de Noordelijke bevelhebber, kolonel Chester Harding, zich over omdat de Noordelijken ver in de minderheid waren.
Hoewel Harding enkele depots had weten te vernietigen, kon Price toch nog beslag leggen op geweren, regenjassen en paarden. Het detachement bleef nog drie dagen in Glasgow voor ze terugreden naar de Zuidelijke hoofdmacht. Hoewel Price kostbare voorraden had weten te bemachten, was de trage opmars langs de Missouri een geschenk voor de Noordelijken. Ze kregen opnieuw meer tijd om mannen en materieel naar het front te brengen om Price tot staan te brengen.

### Schermutselingen bij Sedalia15 oktober1864
Terwijl Shelby en Clark in Glasgow streden, stuurde Price brigadegeneraal M. Jeff Thompson en elementen van Shelby’s Iron Brigade (ongeveer 1.500 man) naar Sedalia, Missouri. De Zuidelijken overmeesterden de eenheden van de Missouri militia die zich hadden verschanst in twee redoutes. Daarna werd het stadje geplunderd. Thompson riep een halt toe aan de plundering. De gevangenen werden onder voorwaarden vrijgelaten en alleen de buitgemaakte wapens, paarden en voorraden werden meegenomen. Daarna trokken ze zich terug naar de Zuidelijke hoofdmacht.

### DeTweede slag bij Lexington19 oktober1864
Terwijl Price zijn trage opmars verderzette, stelde generaal-majoor William S. Rosecrans (bevelhebber van het Departement of the Missouri) voor om met een tangbeweging te Zuidelijken te vernietigen. Hij slaagde er echter niet in om contact te leggen met generaal-majoor Samuel R. Curtis (bevelhebber van het Departement of Kansas) om zijn plannen te bespreken. Curtis had ondertussen zo zijn eigen problemen. Veel van zijn soldaten waren lokale militietroepen uit Kansas. Deze weigerden echter de grens over te steken naar Missouri. Uiteindelijk vertrok er toch een strijdmacht van 2.000 soldaten onder leiding van generaal-majoor James G. Blunt naar Lexington, Missouri die op ongeveer 45 km ten oosten van Kansas City lag. Op 19 oktober rond 14.00u botste Pirces leger met de verkenners van Blunt. De verkenners en de voorposten werden verjaagd en al snel volgde een gevecht tussen de twee hoofdmachten. De Noordelijken hielden in eerste instantie stand. De druk werd echter te groot. De Noordelijken trokken zich al vechtend terug door de stad. Tot het vallen van de duisternis werden ze achtervolgd langs de Independence Road. Blunt had nu waardevolle informatie bekomen over de sterkte en posities van Pirces leger.

### DeSlag bij Little Blue River21 oktober1864
Op 20 oktober bereikte Blunts eenheden Little Blue River op 13 km ten oosten van Independence. De Noordelijken wierpen een defensieve linie op langs de rivier om de Zuidelijke opmars te stoppen. Blunt kreeg echter het bevel van Curtis om slechts een achterhoede eenheid bij de rivier achter te laten en met zijn hoofdmacht naar Independence te gaan. De achterhoede stond onder leiding van kolonel Thomas Moonlight. De volgende dag verandere Curtis van gedachten en stuurde Blunt terug met alle vrijwilligers die hij kon meenemen. Toen Blunt de rivier naderde was Moonlights brigade reeds slaags geraakt met de voorhoede van de Zuidelijken. Moonlight had, zoals bevolen, de brug in brand gestoken. Ondertussen was de hoofdmacht van Price op het slagveld verschenen. Moonlights brigade kreeg het zwaar te verduren maar hield stand. Blunt stuurde zijn mannen onmiddellijk naar voren. Er volgde een vijf uur durend gevecht. De Zuidelijken werden eerste teruggedreven. De Noordelijken namen stellingen in achter stenen muren en wachtten de Zuidelijke tegenaanval af.  Na felle gevechten waren de superieure aantallen van de Zuidelijken die de doorslag gaven. De Noordelijken dienden zich terug te trekken.

### DeTweede slag bij Independence21 oktober–22 oktober1864
Terwijl Blunt verder terugtrok van Little Blue River naar Kansas City, passeerden ze Independence. Daar probeerde de Noordelijke achterhoede de Zuidelijke achtervolgers te vertragen. Het stadje vormde het toneel van zware straatgevechten die de gehele namiddag duurde. Na de inname van de stad sloeg Price zijn tenten op bij een onafgewerkte spoorweg net ten westen van het stadje. Ondertussen naderde de Noordelijke generaal-majoor Alfred Pleasonton met 10.000 cavaleristen. In de vroege ochtend van 22 oktober viel Pleasonton het stadje aan vanuit noordoostelijke richting. Daarmee werd Price in zijn achterhoede aangevallen terwijl zijn soldaten zich klaarmaakten om de opmars verder te zetten. Twee van Fagans brigades werden door het stadje gejaagd in westelijke richting waar de Noordelijke hoofdmacht hun opwachtte. Een andere brigade werd bijna volledig vernietigd bij de lokale kerk. Toch zou het geen Noordelijke overwinning worden. Marmadukes divisie viel de oprukkende Noordelijken aan op ongeveer 3,5 km buiten het stadje. De Noordelijke aanval werd gestopt. Ze trokken zich in de vroege ochtend van 23 oktober terug in westelijke richting.

### DeSlag bij Byram's Ford22 oktober–23 oktober
De slag bestaat uit twee verschillende schermutselingen die twee opeenvolgende dagen uitgevochten werden in de nabijheid van Byram’s Ford. Terwijl Price Kansas City naderde, ontving hij berichten omtrent de sterkte en locatie van Curtis Army of the Border die zich in en rond Westport verzamelde. In de Zuidelijke achterhoede had Price last van Pleasontons cavalerie. Price had reeds meer dan 500 karren bij hem en zocht daarom een gemakkelijke oversteekplaats over de Big Blue River. Byram’s Ford was de meest geschikte locatie en werd daarom van strategisch belang voor beide partijen. Op 22 oktober probeerde Blunts Noordelijke divisie de Zuidelijke opmars langs de Blue River te stoppen. Na een frontale en flankeeraanval dienden de Noordelijken zich terug te trekken naar Westport. Daarna kon Price, zijn bagagetrein en 5.000 stukken vee de rivier oversteken bij Byram’s Ford. Daarna reden ze in zuidelijke richting naar Little Santa Fe waar ze relatief veilig waren.
De tweede schermutseling vond plaats op 23 oktober. Na het verjagen van Blunt hadden de Zuidelijken onder Marmaduke stellingen ingenomen op de westelijke oever van de Big Blue om de Zuidelijke achterhoede te beschermen tegen Pleasonton. Pleasonton zette de aanval in om 08.00u. Bij de eerste aanval hielden de Zuidelijken stand. Een van de Noordelijke bevelhebbers, brigadegeneraal Egbert B. Brown werd onder arrest geplaatst omdat hij de aanval uitstelde. Kolonel Edward F. Winslow raakte gewond en werd vervangen door luitenant-kolonel Frederick Benteen. Ondanks deze tegenslagen veroverden de Noordelijken de westelijke oever tegen 11.00u waarop Marmaduke zich terugtrok. Price had een probleem. Zowel voor als achter hem bevond zich een Noordelijke strijdmacht die veel sterker was. Dit had zijn gevolgen voor de Slag bij Westport.

### DeSlag bij Westport23 oktober1864
Price wou zich niet terugtrekken en zuidelijke richting en besloot daarom om zowel Curtis als Pleasonton de een na de ander aan te vallen. Pleasonton likte nog zijn wonden na de strijd van de voorbije dagen en daarom besloot Price eerst Curtis’ Army of the border aan te pakken. Curtis had echter sterkte defensieve stellingen betrokken en ondanks verschillende aanvallen tijdens een vier uur durende strijd kon Price de Noordelijke linie niet breken. Toen Pleasonton doorbrak bij Byram's Ford was het lot van de Zuidelijken bezegeld. De gevechten duurden nog tot de avond waarna Price zich terugtrok in zuidelijke richting door Kansas achterna gezeten door Pleasontons cavalerie. De Zuidelijke aanvalskracht was gebroken.

### DeSlag bij Marais des Cygnes25 oktober1864
Price trok zich terug in zuidelijke richting achterna gezeten door Pleasonton naar Kansas. De Noordelijken haalden Price in toen hij en zijn soldaten hun kamp hadden opgeslagen aan de oevers van de Marais des Cygnes rivier in Linn County, Kansas op enkele honderden meters van een handelspost. Na een artilleriebombardement die begon om 04.00u in de ochtend vielen de Noordelijken aan. Price liet zijn soldaten de wassende rivier oversteken. Hij liet het aan Fagan over om de Noordelijken te vertragen zodat de bagagetrein kon oversteken. Hoewel de Noordelijken twee kanonnen en verschillende krijgsgevangen namen, konden ze niet verhinderen dat Price en zijn hoofdmacht kon ontsnappen. Pleasonton zette de achtervolging verder tot hij later die ochtend ze opnieuw inhaalde bij Mine Creek.

### DeSlag bij Mine Creek25 oktober1864
Op ongeveer 10 km ten zuiden van de handelspost haalden de brigades van kolonel Frederick W. Benteen en kolonel John Finis Philips de Zuidelijken in terwijl ze de Mine Creek overstaken. De Zuidelijke terugtocht werd vertraagd omdat de bagagetrein moeilijkheden had om de Mine Creek over te geraken. Hoewel de Noordelijken in de minderheid waren, vielen ze toch aan. De 4th Iowa Cavalry vormde de spits. De Zuidelijke line werd verpulverd. Opnieuw diende Price zich terug te trekken. Ongeveer 600 soldaten, twee kanonnen en twee Zuidelijke generaal (Marmaduke en brigadegeneraal William L. Cabell) werden gevangengenomen.

### DeSlag bij Marmiton River25 oktober1864
Toen Price in de late namiddag de Marmiton River bereikte, had zijn bagagetrein het opnieuw moeilijk om de rivier vlot over te geraken en net zoals eerder op de dag diende hij een nieuwe Noordelijke aanval af te slaan. Ditmaal viel brigadegeneraal John McNeil met twee brigades de Zuidelijken aan. Toen McNeil de grote vijandelijke strijdmacht zag, voerde hij geen grootscheepse aanval uit. Wat hij niet wist was een groot deel van Prices leger geen wapens meer had. Na twee uren van over-en-weer schieten, begon Price opnieuw aan zijn terugtocht. McNeil kon geen antwoord bieden. Voor Price was het nu een kwestie geworden van hoeveel soldaten hij nog kon redden indien hij kon ontsnappen.

### DeTweede slag bij Newtonia28 oktober1864
De restanten van Prices leger stopte op ongeveer 3 km ten zuiden van Newtonia, Missouri om uit te rusten. Hun rust was echter van korte duur toen Blunts Noordelijke cavalerie verscheen en de Zuidelijken aanviel. Veel Zuidelijke soldaten vluchtten. Jo Shelby’s disivie reed naar voren. De soldaten stegen af van hun paarden en probeerden de Noordelijken tegen te houden terwijl de rest van Prices manschappen ontsnapten. Toen brigadegeneraal John B. Sanborn verscheen met Noordelijke versterkingen, achtte Shelby het tijd om zich ook terug te trekken. De Noordelijken hadden Price verslagen maar waren er niet in geslaagd om zijn leger volledig te vernietigen.

## Gevolgen
Op 2 december bereikte Price Arkansas met 6.000 overlevenden ofwel de helft van zijn strijdmacht. Hij rapporteerde aan Kirby Smith dat hij 2307 km had afgelegd, 43 veldslagen en schermutselingen had geleverd, 3.000 Noordelijken had gevangengenomen en onder voorwaarden had vrijgelaten, 18 stukken geschut had buitgemaakt en voor 10.000.000 $ aan eigendom had geplunderd of vernietigd. Niettemin was Price zijn missie mislukt en droeg bij, samen met de Noordelijke successen in Virginia en Georgia, tot de herverkiezing van Abraham Lincoln tot president.